# Sorbitol
Sorbitol (sorbit), C6H8(OH)6 – organiczny związek chemiczny z grupy cukroli, alkohol heksahydroksylowy. Bezbarwna substancja krystaliczna o słodkim smaku, dobrze rozpuszczalna w wodzie. Otrzymywany jest poprzez redukcję glukozy.

## Zastosowanie
Stosowany jako dodatek do żywności E420 (m.in. środek słodzący i utrzymujący wilgotność), a także w produkcji detergentów, lakierów, żywic syntetycznych, środków farmaceutycznych i kosmetycznych. 

## Występowanie w naturze
W naturze występuje w wielu owocach. W większych stężeniach występuje np. w gruszkach, jabłkach, brzoskwiniach, morelach i wiśniach, przy czym w suszonych owocach stężenie jest cztero- pięciokrotnie wyższe niż w świeżych. W małych stężeniach znajduje się w truskawkach, malinach, jagodach, porzeczkach, agreście, cytrusach, bananach, ananasach, kiwi, wyodrębnia się go również z jarzębiny, od której wziął nazwę.

## Wpływ na zdrowie człowieka
Sorbitol w dużych dawkach ma działanie przeczyszczające, nasila procesy fermentacyjne jelit i przyspiesza ich perystaltykę, co przy nadmiernym jego spożyciu ma niekorzystny wpływ na zdrowie chorych na zespół jelita drażliwego. Podwyższony poziom cukru we krwi uruchamia szlak przemian w którym glukoza zostaje przekształcona do sorbitolu, a ten odkłada się w soczewce oka i powoduje zaćmę.